# Халід Хамід
Халід Хамід (18 жовтня 1962) — пакистанський хокеїст на траві.
Олімпійський чемпіон 1984 року.
Чемпіон Азії 1985 року.
Срібний призер Трофею чемпіонів 1983, 1984, 1988 років.